# صاریغ‌های دم‌قلم‌مویی
صاریغ‌های دم‌قلمویی (نام علمی: Trichosurus) سرده‌ای از کیسه‌داران عضو تیره درخت‌نوردان کیسه‌دار است که شامل ۵ گونه می‌شود.
- سرده Spilocuscus
  - صاریغ دم‌قلمویی شمالی (Trichosurus arnhemensis)
  - صاریغ کوتاه‌گوش (Trichosurus caninus)
  - صاریغ دم‌قلمویی کوهی (Trichosurus cunninghami)
  - صاریغ دم‌قلمویی مسی (Trichosurus johnstonii)
  - صاریغ دم‌قلمویی معمولی (Trichosurus vulpecula)